# Stypulacja pretorska
Stypulacja pretorska - środek ochrony pozaprocesowej w prawie rzymskim. Stypulacja miała formę ustnej umowy, zawartej przy użyciu ściśle określonych formułek. Stosowano ją głównie po to by jedna ze stron, przymuszona wcześniej przez pretora, zagwarantowała jakąś czynność procesową drugiej. Sankcją za złamanie przyrzeczenia była zapłata określonej sumy pieniężnej. Typowe przypadki wymagające obowiązkowej stypulacji zapowiadał pretor w edykcie.